# Jambi
Jambi (COBISS) je pesniška zbirka Milana Jesiha, izšla je leta 2000 pri Mladinski knjigi. 
Prejela je Veronikino nagrado. 

## Vsebina
Zbirka predstavlja kontrast med sodobnim, slengovskim jezikom, ter estetiko in tradicionalizmom. Dvojnost se odraža tudi v vsebini, pesnik namreč v temeljna bivanjska vprašanja vplete čutnost. Pesniški slog v zbirki najlažje opišemo z besedo manierizem, kar pomeni, da misel ne teče gladko proti začrtanemu cilju v obliki bolj ali manj prepoznavne poante, ampak se potepa, kar pesnik zaznamuje z ločili. Opazne so narečne besede, omiljeni vulgarizmi in besede, ki parodirajo »učeno« govorico. 
Zaradi upoštevanja ritma se včasih spremeni besedni red, kar sodobni bralec, vajen prostega verza, občuti kot potujitev. Pesmi v jambih so izrazito lirske, dejanja praktično ni, če odštejemo premike lirskega subjekta. Nič se ne zgodi, toda življenje lirskega subjekta je polno in razgibano. Ob doživljanju lepih trenutkov ga navdaja zanos, ki včasih meji na religiozno ekstazo. V naravi čuti navzočnost neznane sile, ki je ni mogoče prepoznati »iz izročil in ver nekdanjih dni«. Gre torej za osebni odnos do presežnega, ne za tradicionalno religioznost.  